# Cadiuéus
Os cadiuéus, também conhecidos como Kadiwéu e Mbayá-Guaikurú, são um grupo indígena que habita a Reserva Indígena Kadiwéu, a oeste do Rio Miranda, na fronteira do estado de Mato Grosso do Sul com o Paraguai, no Brasil. No passado, constituíam um subgrupo dos embaiás. Sua língua, a língua cadiuéu, pertence à família linguística guaicuru.

## História
Os cadiuéus são os remanescentes dos guaicurus. 

### Demarcação do território
A Terra Indígena Kadiwéu esteve sujeita a um primeiro reconhecimento oficial no início do século, por ato do Governo do Estado de Mato Grosso. Houve demarcação em 1900 e expedição de decreto em 1903, que já estabelecia como limites naturais os mesmos atuais acima mencionados. Em 9 de abril de 1931, o decreto n° 54 ratificou estes limites. Mas os problemas fundiários foram uma constante em sua história e os cadiuéus não apagaram de sua memória as tentativas de invasão e conflitos ocorridos desde o início do século. Mais recentemente, a demarcação de suas terras, concluída em 1981, cercou-se de muita tensão com invasores e deixou inclusive de fora de seu perímetro uma aldeia cadiuéu de nome Xatelôdo, localizada na serra da Bodoquena. Em 1983 eram em número de 1.868 os posseiros que ocupavam aquela Terra Indígena. Os conflitos gerados, notadamente nos anos de 1982 e 1983, foram amplamente divulgados pela imprensa.
Esta história marcou-se também por inevitáveis conflitos com fazendeiros arrendatários. Os pecuaristas começaram a adentrar o território cadiuéu há quase cinco décadas, havendo notícias de que o primeiro o teria feito em 1952. Desde o final da década de 50 começaram, de outra forma, a ocupar este território com autorização oficial do Serviço de Proteção ao Índio (SPI, órgão que antecedeu a atual FUNAI). Em 1961, já haviam sido efetivados 61 contratos individuais com arrendatários. Esta ocupação alterou significativamente a utilização pelos índios de seu território. No início da década de 90, eram 89 as fazendas arrendadas no interior da Terra Kadiwéu, as quais se estendiam pelo território quase que na sua inteireza, de forma a ficarem os índios espremidos nas suas aldeias.

## Expedição Guido Boggiani
Guido Boggiani foi um artista e cientista italiano que deslumbrou as comunidades indígenas do Paraguai e as retratou com experiência documental e talento. 
Em 1888, viajou para a Assunção. Boggiani recolheu objetos e artesanato, estudou um mundo que o surpreendeu. Ele escreveu livros que abriram novas direções no conhecimento de etnologia, etnografia e linguística e com todo este rico material ele retorna à Itália com o objetivo de publicá-los. Pouco depois apareceu seu melhor livro: "I Caduvei (Mbayá ou Guaicurú) -Viaggio d''um artista nell''America Meridionale". 
Em 1896, ele voltou diretamente para Assunção. Ele estava convencido de que a única maneira de estudar essas pessoas era viver em suas contadas. Ele ficou obcecado com a pintura de tatuagem ou corpo e também com outros assuntos em que a precisão fotográfica é fundamental. A câmera era para Boggiani um assistente científico extremamente útil, mas ele tratou com toda a sensibilidade de seu treinamento artístico. Ele tira mais de 500 fotografias que ele mesmo revela no meio da selva. Sabe-se que entrou em contato com a Sociedade Fotográfica Argentina de Amadores, um dos parceiros, Leopoldo Miarte, deu-lhe parte desses negativos. 
Para os indígenas, as fotos representavam um perigo real, porque naquele ato "roubaram" a alma ou a vontade do sujeito, que a partir desse momento estava na posse do fotógrafo. Essas tribos, com quem ele vivia diretamente, começaram a pensar que os males e doenças que sofreram foram devidos à atividade do novo "feiticeiro". Ele foi visto durante a última vez 24 em outubro de 1901 , com seu peão Félix Gavilán, quando ele voltou de Assunção para o Gran Chaco.
Ao não ter notícias dele, a comunidade italiana de Assunção organizou uma expedição guiada pelo explorador espanhol José Fernández Cancio, encontrou os restos do cientista em 20 de outubro de 1904, seu cadáver e seu peão, com o crânio destruído, os índios separaram suas cabeças, e a câmera foi encontrada enterrada, presumindo que eles fizeram o mesmo com muitos negativos. 
Após sua morte, Robert Lehmann-Nitsche publicou uma série de 100 cartões postais sobre esses aborígenes paraguaios, que incluiu um suplemento reservado de 12 nudezes especiais para cientistas. Anos após esses eventos, o jovem botânico checo Alberto Vojtech Fric (1882-1944), que também estudou nesta região, resgatou uma quantidade apreciável de negativos de Boggiani e levou-os para Praga. Hoje, seus descendentes, usando este magnífico arquivo, curaram uma exposição itinerante, que atualmente é exibida no Museu de Arte Hispano-Americana. Boggiani legou trinta e oito volumes para a comunidade científica, o último com talento para documentar suas pesquisas científicas no Paraguai, no Brasil e na Argentina.

## Darcy Ribeiro
Darcy Ribeiro procedeu pesquisa de campo entre os cadiuéus no final da década de 1940 e seus trabalhos mais importantes sobre os mesmos estão reunidos no volume Kadiwéu: Ensaios Etnológicos sobre o Saber, o Azar e a Beleza que, como já indica o título, trata de mitologia, xamanismo e arte. Escreveu também um artigo sobre "O sistema familial Kadiwéu" (1948)

## Costumes
São conhecidos como os "índios cavaleiros", devido à sua grande habilidade em montaria, à sua grande criação de equinos e ao seu porte físico alto e forte, considerado de um típico guerreiro. Em razão de serem índios guerreiros, as índias cadiuéus só costumavam ter filhos de seis em seis anos, pois, como não poderiam carregar mais de um filho nas mãos em cima do cavalo, optavam por só ter outro filho quando o primeiro já possuísse a capacidade de montar sozinho. Foram aliados do Brasil na Guerra do Paraguai (1864-1870), motivo pelo qual tiveram a posse de suas terras reconhecida pelo governo brasileiro, ao final da mesma.

## Pesquisa
Corpus Kadiwéu (UNICAMP)
https://www.tycho.iel.unicamp.br/viewer/C12

### Livros
- BOGGIANI, Guido. Os Caduveos. Belo Horizonte : Itatiaia, 1975.
- RIBEIRO, Darcy. A arte dos índios Kadiwéu. Rev. Cultura, s.l. : Min. da Ed. e Saude, s.n., p. 147-90, s.d.
- RIBEIRO, Darcy. Kadiwéu : ensaios etnológicos sobre o saber, o azar e a beleza. Petrópolis : Vozes, 1980.
- RIBEIRO, Darcy. Religião e mitologia Kadiwéu. Rio de Janeiro : SPI, 1950. 237 p.
- RIBEIRO, Darcy. Sistema familial Kadiwéu. Rev. do Museu Paulista, São Paulo : Museu Paulista, v. 2, n.s., p. 175-92, 1948.
- SIQUEIRA JÚNIOR, Jaime Garcia. Arte e técnicas Kadiwéu. São Paulo : Secretaria Municipal de Cultura, 1992. 125 p.
- LÉVI-STRAUSS, Claude. Tristes Trópicos. São Paulo : Companhia das Letras, 1996.[6]
- LÉVI-STRAUSS, Claude. Saudades do Brasil. São Paulo : Companhia das Letras, 1994. 227 p.[7]
- CACERES, Luiz d’Albuquerque de Mello Pereira e. Exploração do Rio Paraguay e Primeiras Práticas com os índios Guaikurús. Rev. Trimensal do Instituto Histórico Geográfico e Ethnographico do Brasil, s.l. : IHGEB, v. 28, p. 70-117, 1865.
- GENTILE, Brigidena (1984). I Caduvei tra mito e stória : la conservazione di un modello di comportamento da parte di una popolazione del Mato Grosso del Sud, Brasile. Roma : Universitá degli Studi, 1984. (Tese de Doutorado)
- OBERG, Kalervo. The Terena and the Caduveo of Southern Mato Grosso, Brazil. Washington : Smithsonian Institution, 1949. (Institute of Social Anthropology, Publication, 9).
- RIVASSAU, Emílio. A Vida dos Índios Guaycurús, São Paulo : Cia. Ed. Nacional, 1936.

### Filmes
- A propos de tristes tropiques. Dir.: Jorge Bodansky; Patrick Menget. Vídeo Cor, U-Matic, 50 min., 1991. Prod.: Yves Billon; Les Filmes du Village.[8]

### Museus
- Museu das Culturas Dom Bosco - MCDB[9]
- Casa do Artesão - Campo Grande, MS[10]
- Museo de Arte Hispanoamericano Isaac Fernández Blanco[11]

- National Museum of the American Indian[12]
- Museo Nazionale Preistorico Etnografico "Luigi Pigorini"[13]